# Cerkev sv. Martina, Memmingen
Župnijska cerkev svetega Martina v Memmingenu je ena najstarejših cerkva v Zgornji Švabski. Stoji na robu severozahodnega dela starega mestnega jedra, v starem protestantskem cerkvenem predelu, pred starim zapuščenim pokopališčem, kjer se je razširila dolina potoka Memminger Ach. Njen stolp je viden že od daleč in je s približno 65 m najvišja stavba v mestu.
Njena zgodovina sega v 9. stoletje. Bila je prizorišče memmingenske reformacije v 16. stoletju, ki je vplivala v Zgornjo Švabsko in Allgäu. Reformator je bil pridigar Christoph Schappeler.
Triladijska bazilika, ki se je začela v sedanji obliki graditi okoli leta 1325 in bila končana okoli leta 1500, je glavna cerkev okrožja protestantsko-luteranske cerkve v Memmingenu in središče ene od štirih protestantsko-luteranskih kongregacij v mestu. Bazilika, ki so jo financirali državljani, je bila po dokončanju največja gotska mestna cerkev med Bodenseejem in Lechom. V njej so številna umetniška dela, vključno z več kot 500-let starimi kornimi klopmi, ki so med najboljšimi poznogotskimi rezbarijami v južni Nemčiji in veljajo za največje umetniške zaklade mesta. 

## Zgodovina
Že v 2. stoletju našega štetja so na mestu cerkve odkrili sledove naselitve. Med izkopavanji leta 1912 so pod zgradbo odkrili ostanke rimskega Burgusa. Prve cerkvene stavbe na tej točki ne moremo natančno določiti. Raziskovalci domnevajo, da je bila zgrajena okoli leta 800. Ali je sv. Martin ali Frauenkirche v Südstadt Königshofkirche ni jasno. Do sedaj welfska cerkev je postala 1178/1179 staufovska. Leta 1214 je Friderik II. podelil pokroviteljstvo antonitom (bil je krščanski bolnišnični red), ki so v Memmingenu ustanovili svojo prvo bazo na nemških tleh.  Cerkev je v naslednjih letih postala župnijska cerkev, ki je pospešila rast in bogastvo mesta. Ob koncu 14. stoletja so zgradili kor in stolp. Temu so sledile nadaljnje notranje spremembe do 20. stoletja. Leta 1562 se je pokroviteljstvo antonitov končala in cerkev je bila končno predana mestu. Financiranje vseh razširitev in sprememb so prevzeli meščani. Antoniti (imenovani tudi antonijanci) so zgradili nasproti vzhodne verande cerkve današnjo otroško cerkev kot samostansko cerkev in se omejili na to in njihovega preceptorja.

### Welfska bazilika
V 10. stoletju je Memmingen prišel pod Welfe. Posledica tega je, da je moral sv. Martin postati njihova cerkev. Domneva se, da se je začela močna gradbena dejavnost. Arhitekturno zgodovino tega časa lahko razumemo na podlagi letopisov. Martin je bil zgrajen leta 926, leta 1077 pa razširjen in 1176 preoblikovan. Vendar ti podatki niso preverljivi z dokazi. Preobrazba 1176 se dobro ujema z zgodovino urbanega razvoja, tako da lahko predpostavimo, da je čas pravi. Zaradi različnih nepravilnosti znotraj sedanje strukture je mogoče domnevati, da je bil upoštevan zgodnejši razvoj. Vzhodni lok je torej 1,20 metra širši od ostalih obokov, šesti se razlikuje od običajnega premera loka za 80 centimetrov. Jugovzhodni portal ni v skladu z gotskim arkadnim ritmom, zato pri vstopu vidite steber. Domnevno je romanski strukturi dodan gotski predprostor. Raziskovalci domnevajo, da je bila predhodnica bazilike zgradba z zahodnim parom stolpov. Transept je bil torej v prvem oboku, stolpi pa v šestem. Med stolpi in transeptom bi bilo v skladu z velikostjo časa najdenih šest romanskih obokov. Obnova bazilike na tej podlagi bi ustrezala drugi arhitekturi welfov. Leta 1216 je sv. Martin postal romarska cerkev. Iz bližnjega Benningena je bila v cerkev prenesena krvna relikvija. Že leta 1446 je status oltarnega zakramenta umaknil Augsburški škof in kardinal Peter von Schaumberg, potem ko se je hostija postopoma razpadla. Dovolil je samo čaščenje kot relikvijo. V reformaciji naj bi kri bila zaprta na neznani lokaciji. 

### Gradnja gotske bazilike
Do leta 1325 je cerkev postala premajhna za vse večje število prebivalcev mesta, tako da so bile izvedena prva podaljšanja. Dodali so stolp in kor. Iz te visoko gotske stavbe je ohranjen opornik in okno v severnem koru. Datiranje temelji na ohranjenem fragmentu freske na steni najnižjega nadstropja stolpa. Po tem gradbenem projektu je bilo treba zgraditi prve pare stebrov ladje in severno arkadno vrsto z visokim, večjim stenskim poljem. Okoli leta 1345 so se gradbeni ukrepi ustavili, čeprav je v istem letu cesar Ludvik Bavarski "obe Brottische" (verjetno prvi trg v Memmingenu) začel podaljšanje pokopališča . Ali je bilo to povezano s političnimi nemiri okoli cesarja Ludvika IV. ali z epidemijo kuge leta 1349, ni bilo mogoče pojasniti. Šele sredi druge polovice 14. stoletja je obnovljen začetek gradbene dejavnosti. Neznani graditelj je moral imeti dobro izobrazbo v gotski arhitekturi svojega časa, saj se je nerodna konstrukcija prvih opornikov iz drugega oboka spremenila v tanjši, zelo gotski slog. Začetek gradnje četrtega oboka s preprosto konstrukcijo konzole, je moral graditelj ponovno spremeniti. Po zaključku petega oboka je prišlo do daljše prekinitve gradbene dejavnosti. Raziskovalci domnevajo, da je bil westwerk bazilike welfski in je bil začasno zaključen.
Od leta 1404/1405 se je začelo s širitvijo šestega oboka. Vendar se mestni delavci s tem niso mogli spopasti, mestni svet pa se je obrnil na München. Leta 1405 bi lahko bil prisiljen v širitev Conrad von Amberg. Najverjetneje je star westwerk gradnjo naredil izjemno težko, saj je bil delno uporabljen kot podporna konstrukcija za arkade in delno odlomljen, delno pa tudi integriran. Šesti obok je moral biti 80 centimetrov širši od obstoječih. Conrad je dvignil osrednje zidove ladje do končne višine. Leta 1407 je bila že postavljena strešna konstrukcija. Je eden prvih primerov ostrešja v nemško govorečem svetu. To je omogočilo vključitev prvega podstrešja v ladjo. Verjetno je, da je samo mojster Conrad zaključil četrti stolpni nivo z visoko poudarjeno čelado. Podobni primeri so v Woringenu in Westerheimu. Do leta 1409/1410 je Conrad vom Amberg cerkev dokončal kot šestoobočno baziliko.
V naslednjih letih so se aktivnosti osredotočale predvsem na notranje oblikovanje. Vzhodni veži sta bili zgrajeni leta 1438. Obokanje stranske ladje, ki se je začelo leta 1458, je bilo mogoče le z množičnimi donacijami družin Besserer in Wespach. Začela so se dela vrste temeljev kapelic v baziliki. Tako so leta 1476 dodali Vöhlinovo kapelo in 1482 Zwickerjevo kapelo. 1489-1491 bi lahko podaljšali z rušenjem dveh hiš v Zangmeisterstraße ladjo z dvema obokoma. Ker je bil memmingerški gradbeni mojster preobremenjen s to delikatno nalogo, je mestni svet uspel pridobiti glavnega graditelja iz Ulma, Matthäusa Böblingerja. Od leta 1496 do 1500 so obnovili kor in zgradili največjo župnijsko cerkev med Bodenskim jezerom in Lechom.

### Župnijska cerkev in reformacija
Pod švicarskim pridigarjem Christophom Schappelerjem se je v Memmingenu leta 1524 razširila  reformacija.  Schappeler je imel v dobro dotirano pridigarsko mesto v Vöhlinovi kapeli v sv. Martinu in tako prvič v nemškem krstil . Skupaj z Lindauom, Konstanco in Strasbourgom je mesto, ki je bilo sprva zwingliansko usmerjeno, je v Augsburgu leta 1530 predstavilo posebno priznanje Confessio Tetrapolitana (štiričlanska izpoved).
Resolucija mestnega sveta iz leta 1531, ki navaja, da morajo vsi cerkveni kultni predmeti izginiti iz cerkve v mestu, je povzročila največjo izgubo elementov opreme sv. Martina. Cerkev je izgubila 21 stranskih oltarjev in pozni gotski oltar v koru. Od opreme v koru so ostale samo korne klopi.
Mesto je leta 1532 razglasilo svojo luteransko doktrino, ko je prevzelo Augsburško veroizpoved. Končno, Memmingen in s tem sv. Martin sta leta 1536 sprejela wittenberški sporazum o luteranski doktrini.

### Po reformaciji
V tridesetletni vojni je cesar Ferdinand II. izdal odlok,  restitucijski edikt, po katerem je treba vse blago, ki je bilo razlaščeno med reformacijo, vrniti katoliškim lastnikom. To je prizadelo tudi sv. Martina, vendar se je mesto uspešno branilo pred tem.  V bombardiranju cesarske in bavarske cerkve je bila cerkev prizadeta leta 1647, leseni strop je bil poškodovan. Hans Knoll ga je zamenjal z lesenim obokom, narejenim iz reber in pobarvanih sklepnikov, podobno tudi kor. Knoll je leta 1656 ustvaril v prvem oboku ladje tudi pevsko emopo. Leta 1810 je bila porušena srednjeveška stena cerkvenega vrta. Istočasno se je nekdanji Gottesacker preoblikoval v parkovno pokrajino z drevesnimi nasadi.  Strop ladje je bil preoblikovan leta 1845 in zaseden je lažen lok. Ladja in stolp sta bila pokrita leta 1867 in 1872 s skrilavcem. Od leta 1926 do 1927 je bila cerkev prenovljena in ponovno prekrita. Od leta 1962 do 1965 in od 1984 do 1988 je bila cerkev ponovno obnovljena.

### Stolp
Od prednikov stolpov welfške bazilike na zahodni strani ni nič ohranjeno. Prvi stolp na tej lokaciji je datiran okoli leta 1300. Najnižje nadstropje sedanjega stolpa je bilo zgrajeno okoli leta 1325. Nadaljnjo gradnjo petega nadstropja je treba dati v obdobje okoli leta 1370. Za opeko v formatu 34 × 16,5 × 7,5 centimetrov, ki je bila uporabljena, je bila tudi zazidana v Frauenkirchturmu 1370. Ostala nadstropja so bila dodana okrog leta 1405 do 1410 pod gradbenikom Conradom von Ambergom. Stolp je bil nato dopolnjen z visoko poudarjeno čelado z zelenim pokrovom. Spiralno stopnišče, ki vodi od severne ladje do prvega nadstropja, je pogorelo leta 1420. Zvonik je bil leta 1428 zgrajen v stolpu kot gradbeni oder. Do takrat so zvonovi viseli v snopu, ki je bil povezan z zidom. Dve leti kasneje je bila zaključena koničasta čelada, ki se je dvignila nad štiri kamnite zatrepe. Zaradi previsa hodnikov znotraj cerkve je bil v severovzhodnem kotu vhod stolpa premaknjen na sedanjo lokacijo. Po udaru strele leta 1470 je stolp dobil vrh, ki je bil ponovno pokrit z zeleno glaziranimi ploščicami. S hitrim gašenjem prebivalstva so stolp lahko rešili leta 1482, potem ko so štiri strele udarile vanj in ga zažgale. V kroniki za leto 1494 so opazili dva nočna udara strele, ko se je kasnejši cesar Maksimilijan I. preselil v mesto. Uničeno drugo strelo leta 1535 je leta 1537 zamenjal današnji osmerokotnik na stolpu.  Leta 1573 je bilo nad oknom stolpa z uro dodan lesen erker. Glavni tesar Jakob Britzel in klepar Bartholomew Seybrand sta na čelado postavila bakreno kapuco. Od takrat je stolp visok približno 65 metrov. Leta 1872 je bila kapuca prekrita s skrilavcem, ki je bil med obnovo leta 1927 obrnjen. Stolp je bil nazadnje obnovljen leta 1966 in 2012. Spodnji del župnije je od gradnje pripadal zgornjemu delu mesta. Leta 1927 je mesto podarilo svoj del župniji.

## Opis
Cerkev je triladijska bazilika z osmimi obočnimi polami z dvignjenim korom, ki se konča s 5/8 zaključkom. V severnem delu stavbe prevladujejo stolp in kor. Na južni strani je staro, od leta 1530 zapuščeno pokopališče mesta. Na njem je več kot 300 let stara bukev in mlajši kostanj. Nasproti vzhodnega preddverja je cerkev za otroke.

### Zunanjost
Zunanje stene stranskih ladij izstopajo izza kora. Nova zakristija na južni strani, stara zakristija in stolp na severni strani se povezujejo s korom pred ladjo. Ladja ima dvokapno streho, obe stranski pa pritrjeno streho. Stene so izdelane iz ometane opeke. Nad stranskima ladjama je svetlobno nadstropje, okna so okrašena s preprostim krogovičjem. Neposredno pod okni je streha stranskih ladij. V baroku so odstranili obod oken, nekdanji koničasti loki pa so bili spremenjeni v okrogle loke. Zaradi načina gradnje z ometano opeko posamezni gradbeni odseki niso vidni od zunaj. Zahodna stran je popolnoma ometana. Omejena je z ozkim prehodom trga Martina Luthra, ki se na tej točki zoži v ulico. Nad zahodnim portalom cerkve, ki je bil nekoč poročni portal, sta obstajala dva okna, ki sta zdaj zazidana. Nad njim je majhno okroglo okno, ki mu sledi drugo, nekoliko večje okroglo okno na višini vozlišča strehe. Kor je izdelan iz tufa. Okna so okrašena z barvnim steklom. Oporniki imajo malo okraskov.

### Notranjost

#### Glavna ladja
Glavna ladja širine 11,40 metra ima dolžino 50 metrov in je visoka 18,80 metra. Vstop je možen neposredno preko tako imenovanih poročnih vrat na zahodni strani. Stene nad osmimi oboki so preproste. Arhitekturni slog ustreza gotiki. Ta se je prej končal z ravnim lesenim stropom. V času historicizma v 19. stoletju leta 1845 se je višina stropa zmanjšala za 3,80 metra, v gotskem slogu je bil napeljan in pritrjen na viseči nosilec strehe z železnimi palicami. Za svetlobo v ladji skrbijo okna svetlobnega nadstropja. Loki obokov ležijo na osmerokotnih stebrih, od katerih so bili vzhodni očitno ponovno uporabljeni. Raziskovalci domnevajo, da ti spoliji prihajajo iz druge porušene cerkve. Predhodna zgradba Ulmskega Münstra bi se lahko prilegla pravočasno. Zaradi pomanjkanja naravnega kamna v Zgornji Švabski je bilo mogoče uporabiti le opeko, ki je ovira za visoko gotsko gradnjo.

#### Stranski ladji
Severna stranska ladja je dolga 50 metrov, široka 5,7 metra in visoka 9,45 metra. Vstopimo skozi dva vhoda na Zangmeisterstraße, ki sta stala na poti večje širitve kapele. Kapele so prepoznavne kot majhne ogivalne niše med oporniki. Le kapela bratovščine iz leta 1501 odstopa od nje s svojim okroglim lokom. Severna ladja je dopolnjena z nepobarvanim, gotskim rebrastim obokom.
Južna ladja je enakih dimenzij, nekoliko višja od severne ladje. Ima dva vhoda preko vzhodnega in zahodnega preddverja. V njej je več večjih kapelic. Dopolnjuje jo gotski rebrasti obok.

#### Kor
Kor je dolg 24,6 m in širok 10,67 m. Je pobeljen. Poznogotska visoka okna so pisana v sprednjem delu, na daljših straneh so jasno zastekljena. Pod okni, v rahlo dvignjenem visokem oltarnem prostoru, so bile nagrobne plošče, ki so bile na tleh cerkve. Kor se zapre s 17,62 metra visokim gotskim zvezdastim obokom, kjer so edine freske kora.

## Oprema
Cerkev je bogata s poslikavami in rezbarijami v lesu od 13. do 19. stoletja.
Rezbarije so na kornih klopeh, na glavnem oltarju, na cerkvenih klopeh in prižnici. Kot veliko samostojno delo je oprema nove zakristije. Vse druge svete rezbarije so bile uničene v ikonoklazmu, ki ga je mestni svet odredil 19. julija 1531 ali so jih shranili v drugih cerkvah. 
Med letoma 1501 in 1507 so bile v sv. Martinu zgrajene ene izmed največjih in najbolj izrazitih kornih klopi v južni Nemčiji, poleg tistih v Ulmu Jörga Syrlina starejšega in klopi v stolnici v Konstanci, ki so najpomembnejše poznogotsko delo v Nemčiji. Klopi še vedno služijo bogoslužju.
Takrat je bilo imperialno mesto Memmingen na vrhuncu svoje zgodovine - gospodarskega, političnega in kulturnega uspeha. Ta uspeh se je pokazal tudi v gradbeni dejavnosti. V glavni župnijski cerkvi sv. Martina so bila zadnja leta 15. stoletja značilna širitev cerkvenega prostora, oprema s kapelami in oltarji, od leta 1496 pa gradnja novega visokega kora, katerega zunanjost je iz tufa.
Notranjost kornega oboka ponuja filigransko streho in vreden prostor za klopi. To naročilo sta septembra 1501 dala cerkvena skrbnika sv. Martina. Do leta 1507 sta mojstra Hans Stark (mizar) in Hans Herlin (kipar) ustvarila klopi, izrezljane iz hrast, s skupno 63 sedeži. Dve Herlinovi služabnici sta prepoznavni v nekaterih skulpturah teh kornih klopi: Hansa Thomana in Christopha Schellerja. Oba sta ga kasneje kot mojstra dočakala lastno umetniško veličastnost.
Prekinjene z dvema portaloma, predstavljajo memmingenške korne klopi 66 skulptur dveh ciklov: teološki cikel prikazuje pod krošnjami Sibile in preroke Stare zaveze.  Pričujejo o prihodu Mesije v Kristusu. Na sprednji vrsti so izrazni portreti ljudi iz zgodovine Memmingena. Vendar natančna dodelitev določenih oseb ni vedno mogoča. Samo predmeti, ki jih imajo v rokah velike skulpture, omogočajo razumno razlago. Tako so denimo župan in njegova žena ali Aman in njegova žena bolj določljivi. Podatek, ki je bil prej interpretiran kot opat Antonitskega samostana, se po vsej verjetnosti ne more opredeliti kot tak. Vendar pa so bili ljudje, prikazani v Memmingenu, tako dobro znani, da podrobnejša razlaga ni bila potrebna. Tudi ena od skulptur se lahko šteje za relativno varno, da predstavlja rimsko-nemškega kralja in kasneje cesarja Maksimiliana I., ki je bil pogosto v Memmingenu v času nastanka klopi in mesto imenoval »celico za počitek in spanje«. 
Vendar pa si zaslužijo pozornost tudi številne intarzije na hrbtnih stenah in kaligrafska raznolikost naslovnih blokov, ki se ne pojavljajo pri nobenih drugih tega časa. Prihajajo iz delavnice Bernharda Strigelsa. Pred tem se je predpostavljalo, da so bili vložki v klopi dodani kasneje. Zaradi različnih podrobnosti pa je mogoče z gotovostjo reči, da so bila polja intarzije - dva na vsakem stolu - že vstavljena v času njihovega nastanka.
Celovito restavriranje in dodajanje manjkajočih delov je v letih 1892 do 1901 je opravil memmingerški restavrator Leonhard Vogt. V tem primeru je bil nadstrešek krošnje, ki je bil odstranjen leta 1813/1814, obnovljen. Raziskave so pokazale, da so bili prej deli poslikani. To je omogočilo bolj realistično predstavitev. Klopi so med najbolj znanimi in umetniškimi v Nemčiji.

#### Prižnica
Prižnico v ladji bazilike je zasnoval Johann Friedrich Sichelbein in izdelal po svojih načrtih od 1699 do 1700.  Predstavlja skupno delo dveh umetnikov. Tesarska dela je izvajal Georg Rabus, kiparski elementi Christoph Heinrich Dittmar iz Arnstadta. Prižnica je bila izdelana pretežno iz oreha z nekaj zlatimi okraski. Nadstrešek ima obliko čebulnega pokrova in je kronan z angelom s trobento. Akantovi listi krasijo zunanje strani. V prižnici so v vdolbine, v katere je vgrajenih pet kipov Jezusa in štirje evangelisti. Na dnu košare se angelske glave kopičijo okoli zlatega grozdja. Nad vrati je figura Janeza Krstnika. Na splošno je to visoko umetniško delo zgornješvabskega baroka.

### Poslikave
Cerkev ima številne freske in oljne slike. Najstarejše so iz prve polovice 15. stoletja, zadnje iz 18. stoletja. Mnoge freske prihajajo iz šole Memminger.

#### Striglove freske
Obstaja nekaj fresk iz družine umetnikov Strigel v stavbi. V vzhodnem preddverju južne ladje je slikal Hans Strigel starejši leta 1445, portret Poslednje sodbe. Iz njegove roke je upodobljen Jezusov križ v niši na zahodni steni. Med njimi so ustanovitelji z grbi in napis, na katerem je mogoče prebrati, da jo je podaril Erhard Hantteller iz Gradca. Marijino oznanjenje je vidno na vzhodnem loku. Strop je okrašen s simboli štirih evangelistov, ki se združujejo okoli Božjega Jagnjeta. Preroki Izaija in Ezekiel se nahajata na vzhodnem polju, Kajn, ki se bori s hudičem za snop in Ablovo daritev Bogu je nasproti. Okoli leta 1480 je verjetno Hans Strigel mlajši na južni ladji ustvaril fresko z Madoninim stebrom. Največja preživela freska delo umetniške družine je kapela Zangmeister. Tukaj je bila okoli leta 1510 ustvarjena impresivna freska Bernharda Strigela. Na gotskem stropu obravnava redko poslikano Kristusovo spremenjenje in Abrahamovo žrtvovanje Izaka. Na stenah je sv. Elizabeta ob obisku Marije in Hudičev izgon obsedenega, ki jo izvaja sv. Eberhard. Poleg tega so v kapeli manjše freske z okraski, putti in podobno. Te freske so bile narejene leta 1531 v času ikonoklazma in jih je bilo mogoče ponovno odkriti leta 1963. V kornem loku so nastale okrog leta 1500 freske krepostnih in neumnih devic. Slogovno se pripisujejo Bernhardu Strigelu, vodilnemu učitelju Memmingerške šole.

#### Sichelbeinove freske
Verjetno je Caspar Sichelbein starejši cerkev okrasil leta 1587 z okrasnimi slikami, leto kasneje pa je sledil cikel Pasijon. Model je bil verjetno Mali pasijon Albrechta Dürerja. Sichelbein je moral slike delno spremeniti, ker prostor na stenah vzhodne strani ladje ni bil dovolj velik. Pokriti so bili leta 1656, razkriti in dopolnjeni leta 1926 in 1965. Tudi leta 1588 je bila na zunanjem kornem loku ustvarjena freska Poslednje sodbe. To je tematsko dopolnjevalo ciklus Pasijon. Dosegel je 3,80 metra nad današnjim obokanim vrhom. Tudi to je bila verjetno osnova Dürerjevega Malega pasijona. Od freske je danes ohranjen le ostanek oboka. Tako imenovani zeleni hudič, eden od sedmih mejnikov Memmingerja, je izginil tudi čez obok. Ognjevarna barva, ki je zaščitila podstrešje pred ognjem med drugo svetovno vojno, je uničila tudi preostanek zelenega hudiča.

#### Oljne slike
V baziliki je, zaradi teološke zasnove reformacije, malo oljnih slik, ki odvračajo katerokoli cerkveno dekoracijo od izrečene besede. Johann Friedrich Sichelbein je naslikal osem slik, ki prikazujejo Jezusovo življenje. Včasih so viseli na stebrih ladje. V okviru notranje prenove so bile nameščene v kapelicah južne ladje. Spadajo v glavno delo najpomembnejšega člana družine umetnikov Sichelbein, ki se je naselil v Memmingenu leta 1581. Na severozahodnem portalu je še ena oljna slika. Naslikal jo je rojeni avstrijski Antwerpenčan Abraham del Hel, ki se je kasneje naselil v Augsburgu in prikazuje Kristusa pred Pilatom.

#### Vitraži
Nekdanji gotski vitraj kora in nove zakristije sta izginila. Slike, ki jih lahko vidimo danes, izhajajo iz leta 1894 in veljajo za izjemno umetnost historicizma. Ustvaril jih je dvorni slikar stekla Franz Xaver Zettler iz Münchna. V kapelah je preživelo le nekaj gotskih in renesančnih steklenih slik.

## Stolpna ura
Leta 1524, leto dni pred kmečkimi vojnami, je začela delovati prva kolesna ura. Prvo številčnico  je oblikoval Bernhard Strigel, eden najvidnejših umetnikov v Memmingenu. Leta 1537 je pri preoblikovanju stolpa to sliko popravil Ursus Werlin. Sledila je leta 1688 še ena revizija, z napisom so bile dodane baročne oblike grbov in trak z napisom. Leta 1829 je bila številčnica iz železa. Tudi poškodovana območja okvirja so bila ometana.
Starejši Michael Geiger je leta 1906 izdal okvir. Med veliko obnovo stolpa leta 1927 pod Ulmovim glavnim graditeljem Karlom Wachterjem je bilo odstranjeno železo in celoten omet. Pred tem sta ga brata Haugg iz Ottobeurena zmanjšala za izvirno in novo različico. Od takrat ni več mogoče govoriti o sliki Bernharda Strigela.  To je bilo treba ponovno obnoviti leta 1966. Sedanje stanje odraža upodobitev iz leta 1697. Številčnica  je obrnjena z dvema mestnima krakoma Memmingen na levi zgoraj. Dva leva imata kartušo z imperialnim dvoglavim orlom in glavo kralja kot vrhovnega gospodarja svobodnega cesarskega mesta. Toda upodobljena kraljeva glava ni bila priznana s strani prebivalstva kot taka, ampak je bila obravnavana kot vodja "svetnika" Hildegarda. To je presenetljivo, saj se je Memmingen že leta 1530 spreobrnil v reformirano izpoved in potem čaščenje svetnikov praktično ni bilo izvedeno. Slika je postala ena od sedmih znamenitosti Memmingerja. Na transparentu nad glavami levov stoji imperialni moto: »DOMINE HUMILIA RESPICE« (Gospod, glej navzdol, Psalm 138,6).
Današnji mehanizem je ura za navijanje. Leta 1927, ko je bil stolp predan mestu, je župnija želela imeti novo uro brez nihala. Mesto je to zahtevo zavrnilo, potem pa se je kongregacija odpovedala predaji stolpa z uro in ura je ostala v lasti mesta. Zato mora tudi mestni uslužbenec vsakih nekaj dni dvigniti uro nihala. 

## Uporaba
Cerkev je bila verjetno ustanovljena kot kraljeva dvorna cerkev Guelphov.  Šele leta 1214 je bilo pokroviteljstvo predano Antonitom, ki so diagonalno postavili samostan nasproti mestnega obzidja. Od takrat je bila cerkev pravzaprav samostanska cerkev Antonitov. Ker so prebivalci Memmingena vedno delili in plačevali za obnovo, je cerkev postopoma postala župnijska cerkev. V reformaciji so bili Antoniti izgnani leta 1531, dokončna zamenjava samostana pa ni bila do leta 1562. Od takrat je cerkev čista župna cerkev.
Danes je cerkev dekanatska cerkev dekanata Memmingen. Dekan je tudi lastnik prvega pastorata v Sv. Martinu. Maše običajno potekajo vsako nedeljo. Cerkveni ogledi potekajo vsako soboto opoldne s spremljanjem orgel. Cerkev služi tudi kot koncertna dvorana za koncerte, oratorije, vokalne koncerte in manjše ansamble. Ture v stolpu potekajo od maja do oktobra vsak dan ob 15. uri.